# Yvonne Rainer

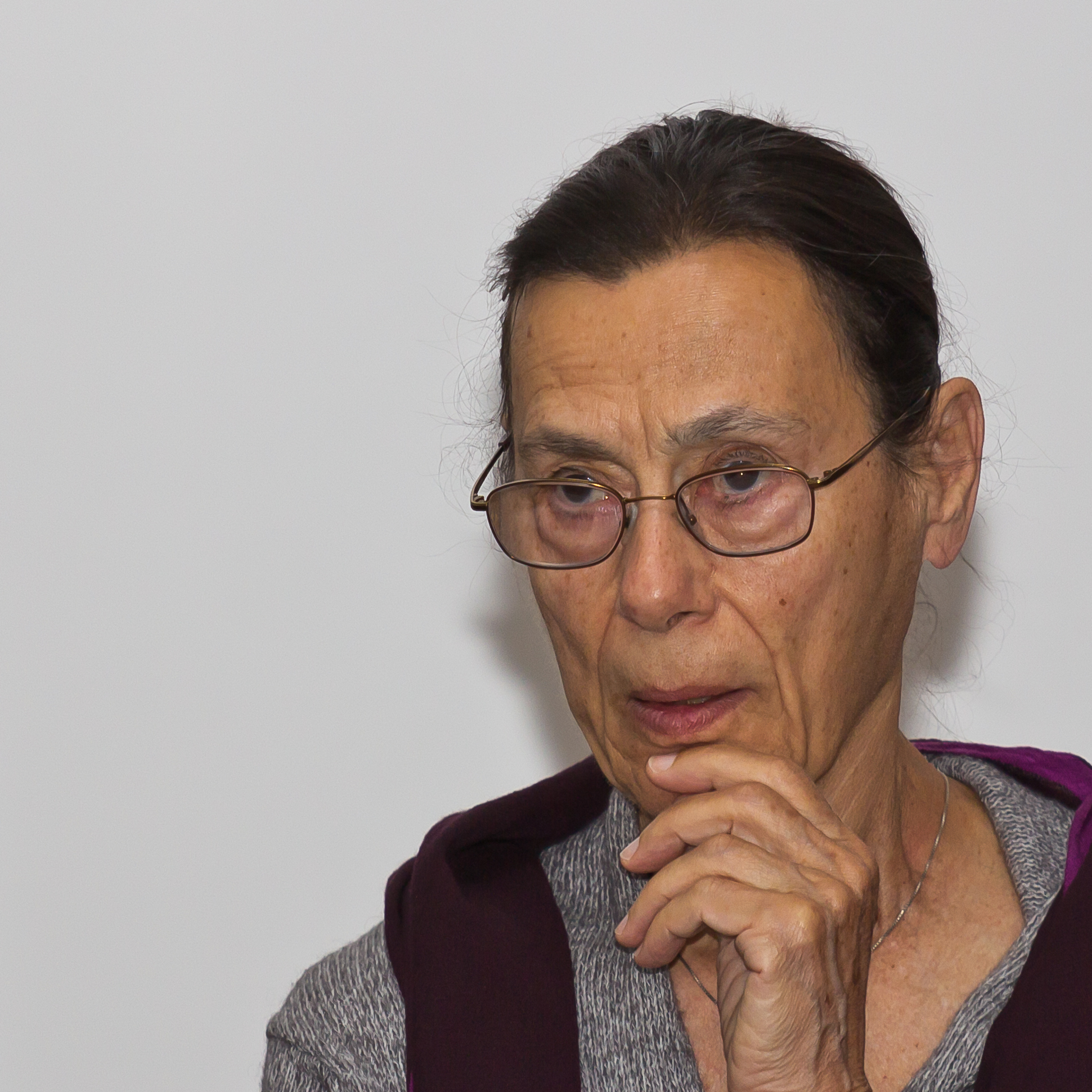
Yvonne Rainer, Pressegespräch zur Eröffnung der Retrospektive Yvonne Rainer. Raum, Körper, Sprache

Yvonne Rainer (* 24. November 1934 in San Francisco) ist eine amerikanische Choreografin, Tänzerin und Filmemacherin. Ihre Arbeiten wurden auf zwei Documenta-Ausstellungen gezeigt; sie gilt als eine der wichtigsten Vertreterinnen des postmodernen Tanzes.

## Leben

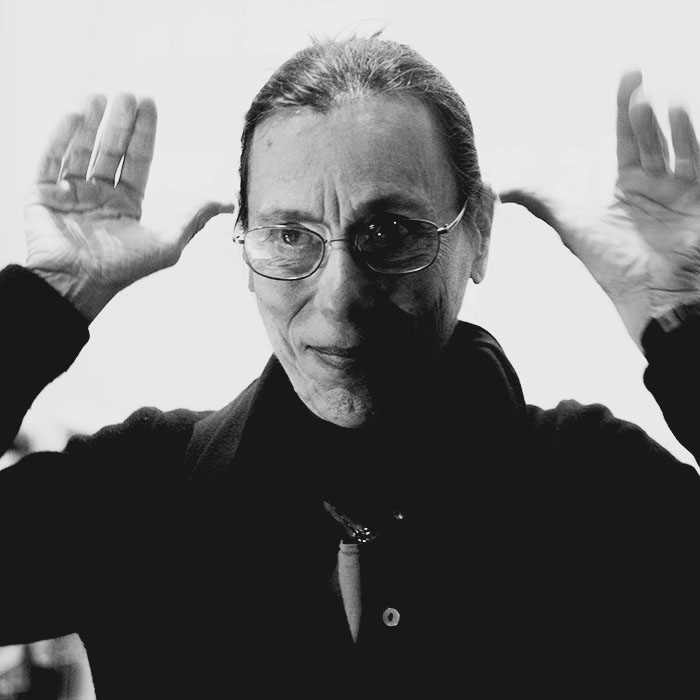
Yvonne Rainer, 2014

Yvonne Rainer wuchs in San Francisco in einer Einwandererfamilie auf. Ihre Mutter war jüdisch und stammte aus Polen, während ihr Vater (ein Anarchist und Anstreicher) aus Italien stammte. 1957 ging sie im Alter von 23 Jahren nach New York, um Schauspielerin zu werden. Sie interessierte sich dann jedoch mehr für Modernen Tanz und begann ein Studium an der Martha Graham School. Später studierte sie auch bei Merce Cunningham.
Rainer gründete 1962 zusammen mit Trisha Brown, Elaine Summers, Meredith Monk und anderen das Judson Dance Theater, das an der Judson Memorial Church in New York auftrat. Die erste Aufführung am 6. Juli 1962 gilt als Geburtsstunde des postmodernen Tanzes. Nach 1970 wandte sich Rainer dem Film zu und führte bei mehreren experimentellen Filmen Regie, außerdem spielte sie in einigen Produktionen wie Madame X – Eine absolute Herrscherin mit. 1990 wurde sie als Fellow der MacArthur Foundation ausgezeichnet. Yvonne Rainer lebt und arbeitet in New York City und Los Angeles.
2007 wurde sie in die American Academy of Arts and Sciences und 2023 in die American Academy of Arts and Letters gewählt.

## Filme
- Lives of Performers. 1972
- Film about a Woman Who... 1974
- Kristina Talking Pictures 1976
- Journeys from Berlin/1971 1980
- The Man Who Envied Woman 1985
- Privilege 1990
- MURDER and murder 1996
- The Man Who Envied Women 2023

## Ausstellungen

### Einzelausstellungen (Auswahl)
- 2012: Yvonne Rainer. Raum, Körper, Sprache, Kunsthaus Bregenz und Museum Ludwig Köln
- 2004: Yvonne Rainer - Radical Juxtapositions 1961-2002, gezeigt im LACE - Los Angeles Contemporary Exhibitions, Los Angeles[2] und im Haggerty Museum of Art an der Marquette University, Milwaukee.[3]

### Teilnahme an Gruppenausstellungen (Auswahl)
- 2008: Here We Dance, Tate Modern, London.[4]
- 2007: Performa 07 - The Second Biennial of New Visual Art Performance, New York.[5]
- 2007: documenta 12, Kassel. Gezeigt wurde die Arbeit RoS Indexical, 2007.[6]
- 2007: Tanzen, Sehen, Museum für Gegenwartskunst, Siegen.[7]
- 2007: Lights, Camera, Action: Artists´ Films for the Cinema, Whitney Museum of American Art, New York.[8]
- 2005: Zur Vorstellung des Terrors: Die RAF-Ausstellung, Kunst-Werke Berlin.[9]
- 2004–2005: behind the facts. interfunktionen 1968 - 1975, Fundació Joan Miró, Barcelona[10] und Kunsthalle Fridericianum, Kassel.[11]
- 2003: Art, Lies and Videotape: Exposing Performance, Tate Liverpool.[12]
- 2002: Die Gewalt ist der Rand aller Dinge, Generali Foundation, Wien.[13]
- 2000: The Color of Ritual, The Color of Thought - Women Avant-Garde Filmmakers in America, Whitney Museum, New York.[14]
- 2000: Afterimage - Drawing Through Process. Contemporary Arts Museum Houston, Houston, Texas.[15]
- 1999: Impact: Revealing Sources for Contemporary Art, Contemporary Museum, Baltimore.[16]
- 1977: documenta 6, Kassel.

### Retrospektiven

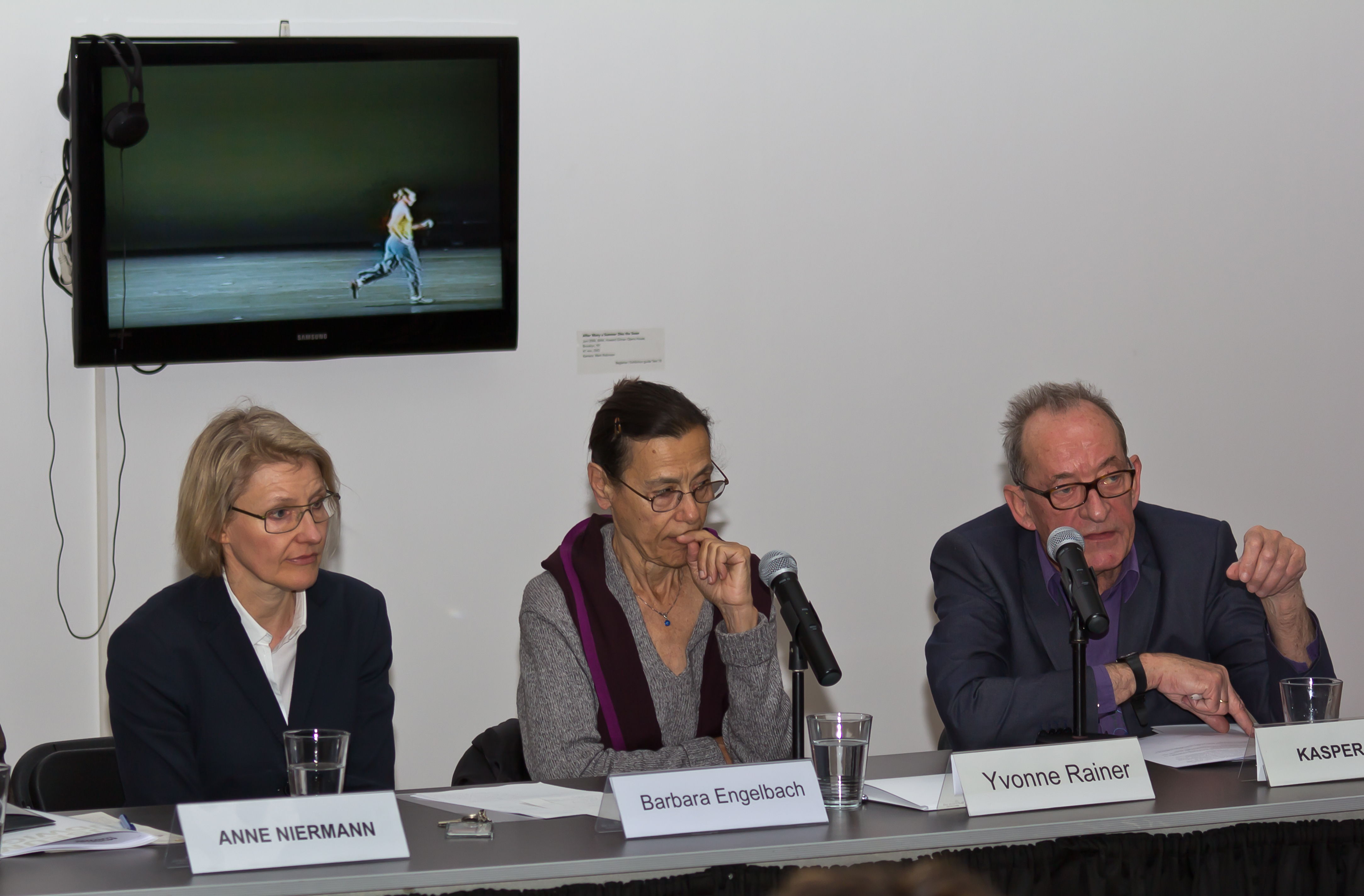
Yvonne Rainer an einer Pressekonferenz im Museum Ludwig in Köln (Deutschland) Ausstellung: Yvonne Rainer – Raum, Körper, Sprache

- Yvonne Rainer an einer Pressekonferenz im Museum Ludwig in Köln (Deutschland) Ausstellung: Yvonne Rainer – Raum, Körper, Sprache 2012: Yvonne Rainer. Raum, Körper, Sprache, Museum Ludwig (Köln)